# Castillo de Kuressaare
El castillo de Kuressaare (en estonio: Kuressaare linnusen; en alemán: Schloss Arensburg), también conocido como castillo episcopal de Kuressaare, es una fortaleza situada en Kuressaare, en la isla de Saaremaa, al oeste de Estonia.

## Historia
El primer registro escrito que menciona el castillo de Kuressaare data de la década de 1380, cuando la Orden Teutónica comenzó su construcción para los obispos de Ösel-Wiek. Algunas fuentes afirman que el primer castillo fue construido de madera. Como los habitantes de Saaremaa ofrecían una fuerte resistencia a los intentos de cristianización por parte de fuerzas extranjeras, el castillo fue, sin duda, parte de un esfuerzo más amplio de los cruzados para tomar el control de la isla. Desde sus inicios, fue una fortaleza del obispo de Saare-Lääne —en alemán: Ösel-Wiek— y se mantuvo como uno de los castillos más importantes del obispado hasta su disolución durante la Guerra de Livonia.

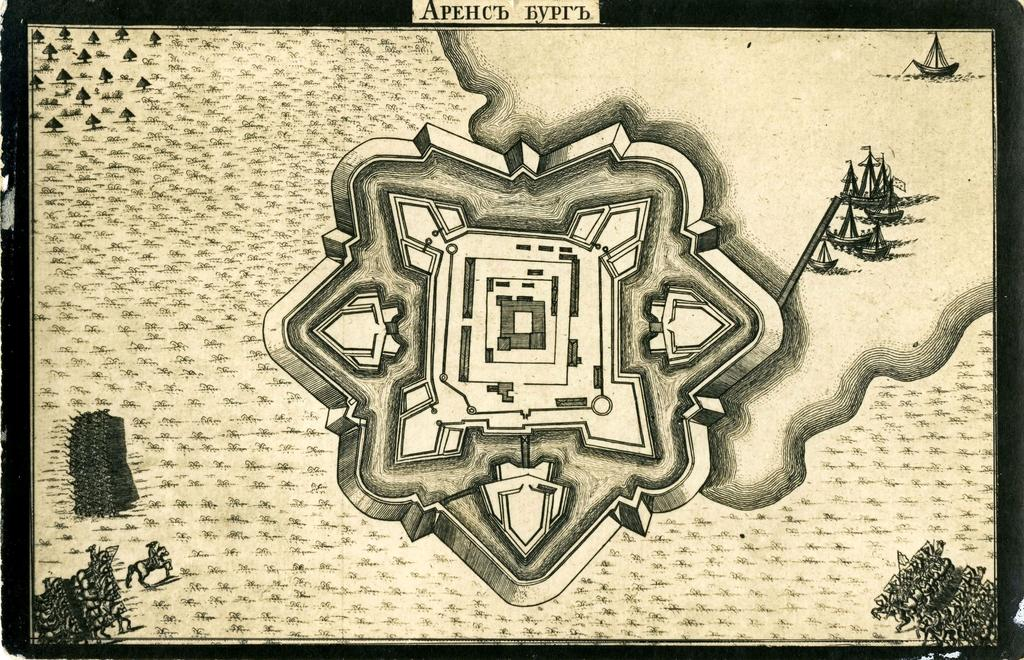
Plano del castillo y las murallas de Kuressaare en 1710.

En 1559, Dinamarca-Noruega tomó el control de Saaremaa y del castillo de Kuressaare. Durante este período, se modernizaron las fortificaciones. Tras la Paz de Brömsebro, que puso fin a la guerra entre Suecia y Dinamarca-Noruega entre 1643 y 1645, Saaremaa pasó a manos suecas. Los suecos continuaron con la modernización de la fortaleza hasta 1706. Después de la Gran Guerra del Norte, Saaremaa y el castillo de Kuressaare pasaron a formar parte del Imperio ruso.

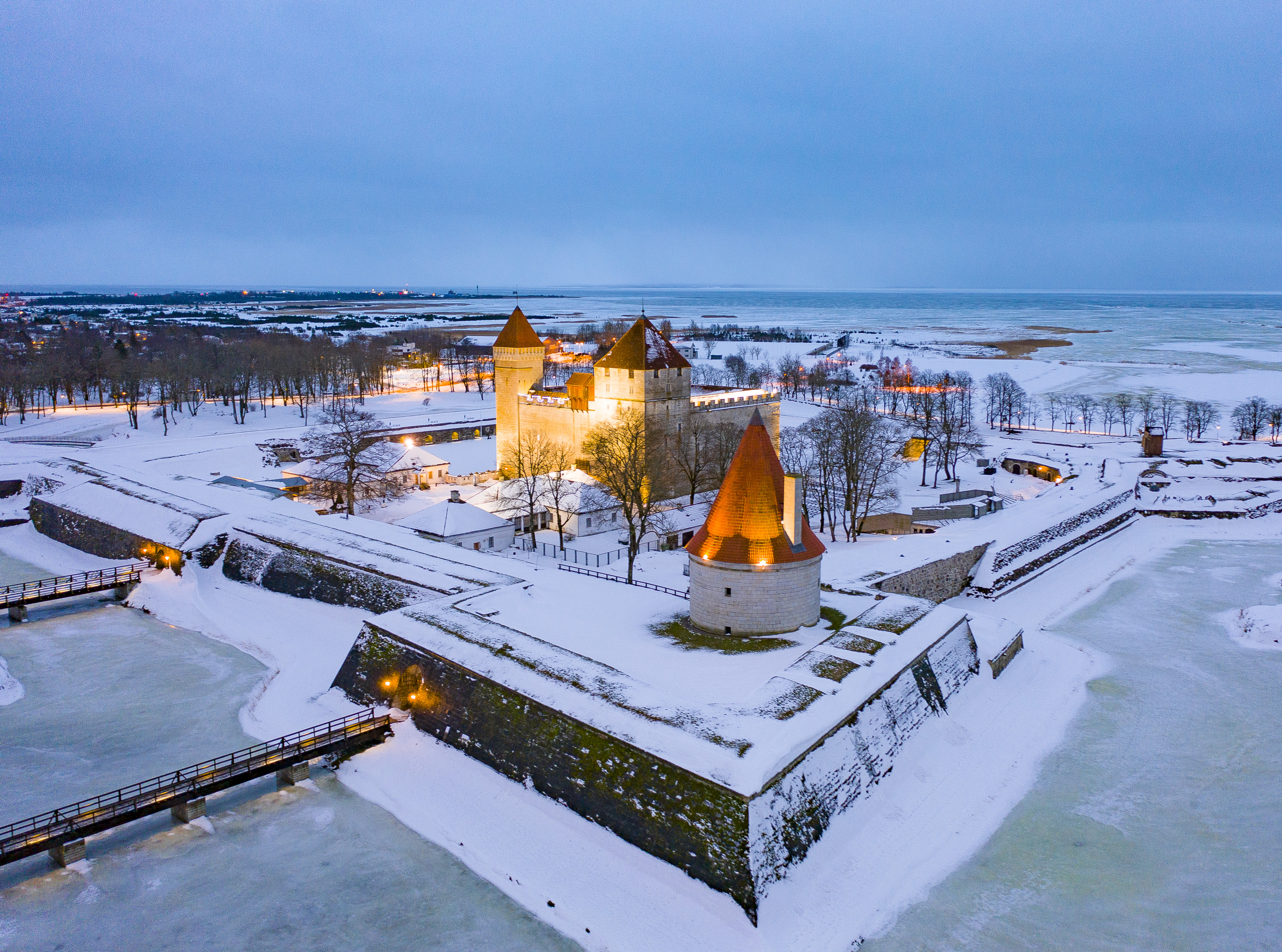
Castillo de Kuressaare..

A medida que las fronteras del Imperio ruso se desplazaron hacia el oeste, Kuressaare fue perdiendo su valor estratégico. Especialmente después de la Guerra de Finlandia y la Tercera Partición de Polonia, la atención militar se alejó de Estonia. En 1836, tras la construcción de la fortaleza de Bomarsund en Åland, la guarnición rusa se retiró de Kuressaare. El hecho de que el castillo no se utilizara durante la Guerra de Crimea también demuestra su pérdida de importancia estratégica. En el siglo XIX, el castillo fue utilizado como asilo para pobres. Entre 1904 y 1912, el castillo fue restaurado por los arquitectos Karl Rudolf Hermann Seuberlich y Wilhelm Neumann.
En 1941, el castillo fue utilizado como bastión por las tropas soviéticas, que ejecutaron a 90 civiles en el patio del castillo. Durante la posterior ocupación nazi, más de 300 personas fueron asesinadas en los terrenos del castillo. En 1968 se llevó a cabo una segunda restauración, esta vez dirigida por el arquitecto Kalvi Aluve. Actualmente, el castillo alberga el Museo de Saaremaa.

## Arquitectura

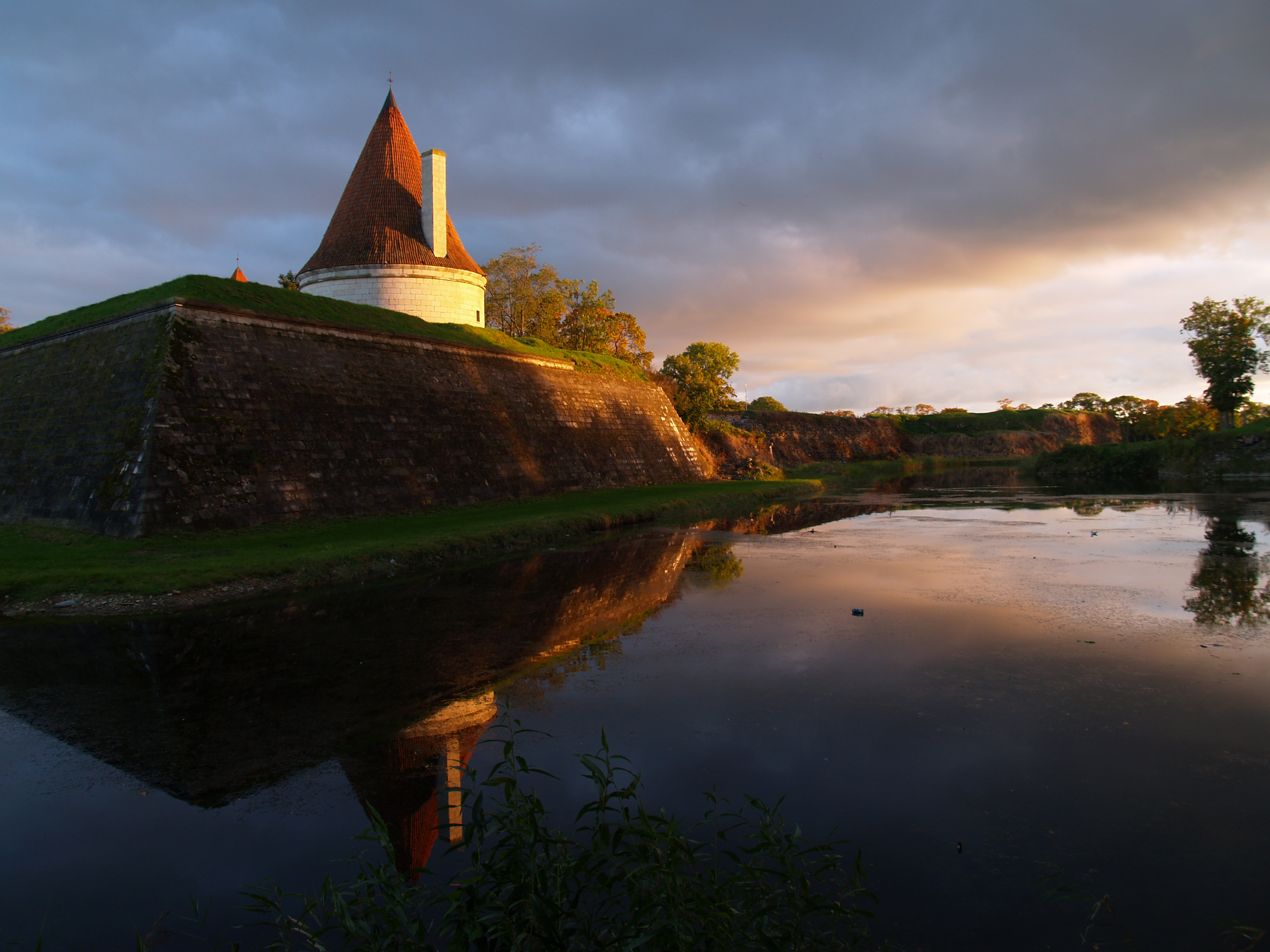
El bastión del norte.

El castillo de Kuressaare es considerado una de las fortificaciones medievales mejor conservadas de Estonia.
De estilo gótico tardío, el castillo se caracteriza por su sencillez formal. El edificio central, conocido como convento, tiene planta cuadrada y está dispuesto en torno a un patio interior. En la esquina norte se encuentra la llamada torre de defensa, que alcanza los 37 metros de altura. En la década de 1980 se restauró una galería defensiva con almenas que recorre la parte superior del edificio. La reja levadiza y las defensas de la puerta también son reconstrucciones. En el interior, el castillo se divide en un sótano, utilizado como almacén y equipado con un sofisticado sistema de calefacción por hipocausto, y una planta principal, donde se encontraban las estancias más importantes. Aquí, un claustro rodea el patio y conecta las principales habitaciones. Entre estas destacan el refectorio, el dormitorio, la capilla y los aposentos del obispo, donde se exhiben once epitafios barrocos tallados de nobles de Saaremaa.
A finales del siglo XIV y comienzos del XV, se construyó un muro de 625 metros alrededor del castillo. Debido a los avances en armamento, entre los siglos XVI y XVII se añadieron nuevos elementos defensivos. Erik Dahlbergh diseñó una fortaleza de estilo Vauban con bastiones y revellines, que en su mayoría aún se conservan. Cuando la guarnición rusa abandonó la fortaleza en 1711, tras la Gran Guerra del Norte, hizo estallar parte de las fortificaciones y del castillo, aunque posteriormente algunas se reconstruyeron. En 1861 comenzó la transformación de los bastiones en parque, bajo la supervisión del arquitecto de Riga H. Göggingen.

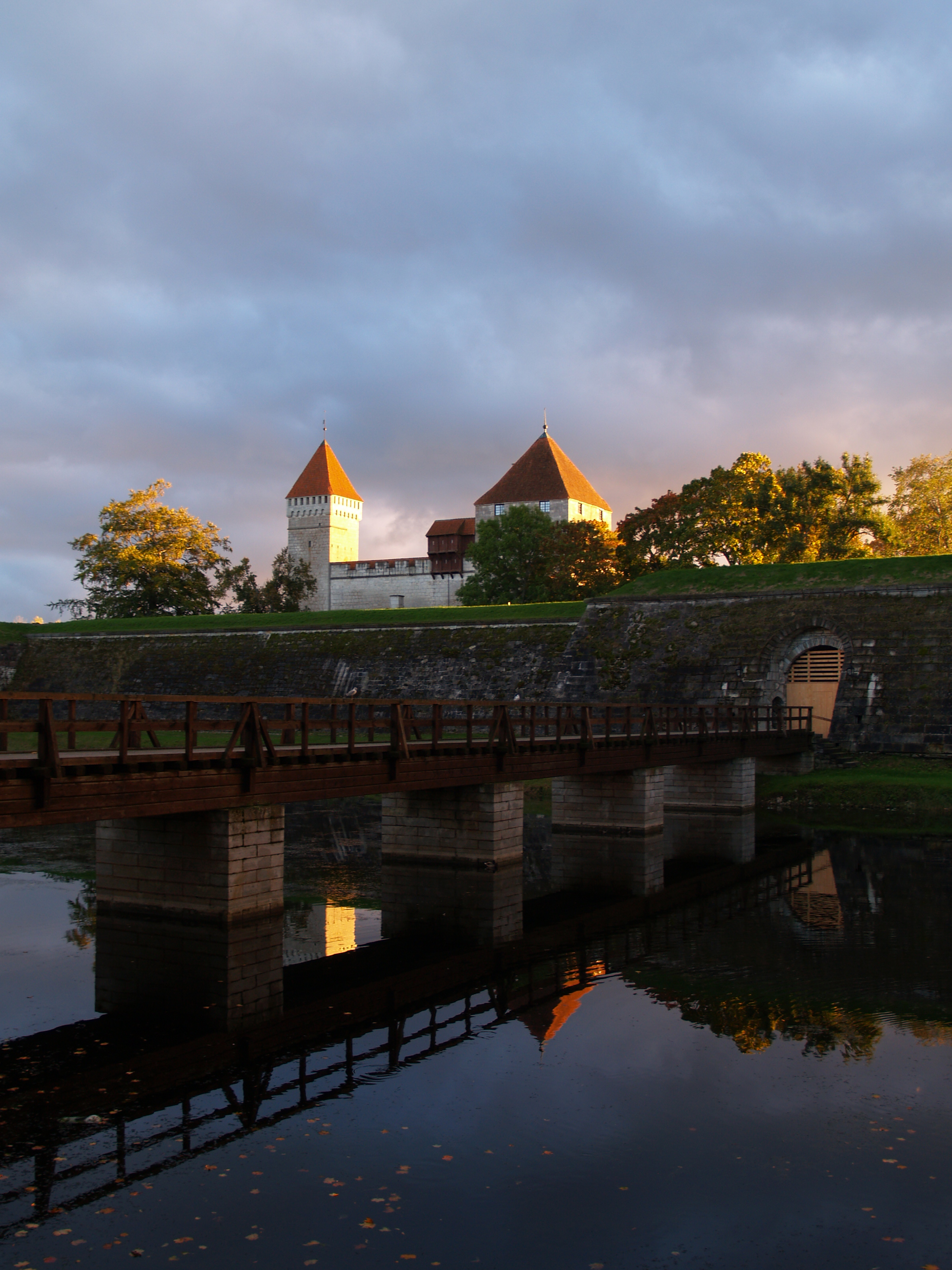
Puente hacia el castillo.
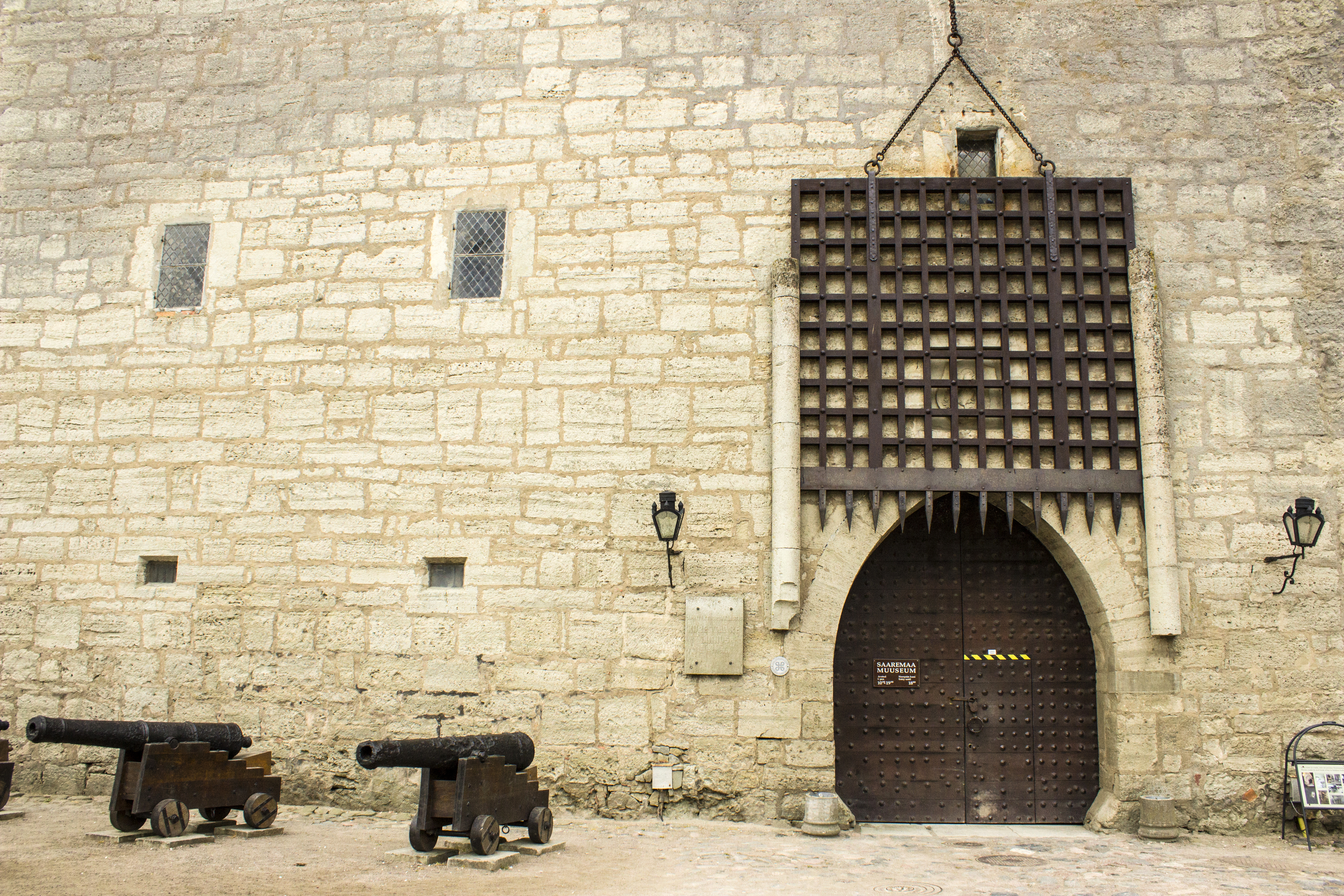
Puerta principal.
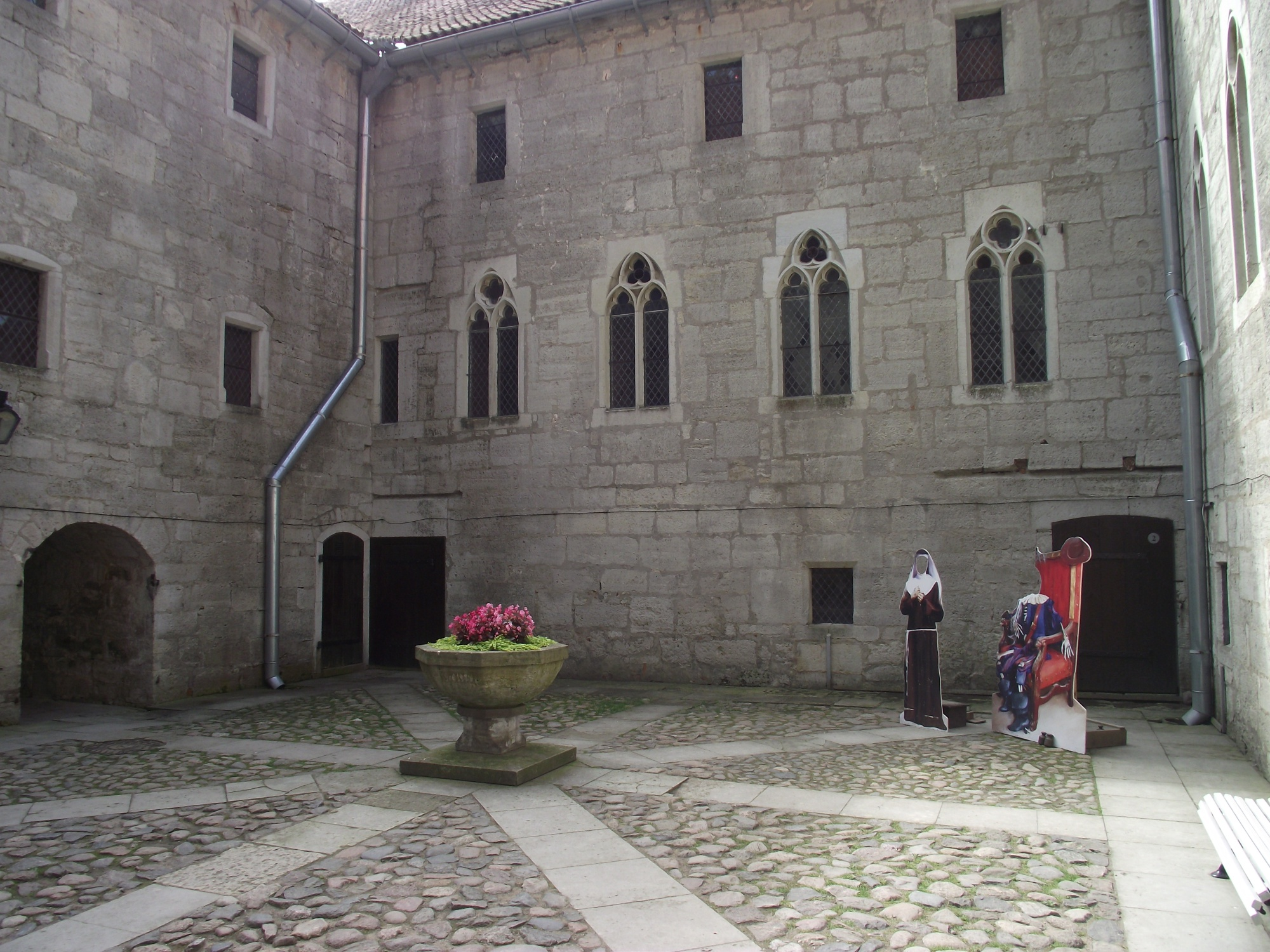
Patio interior.
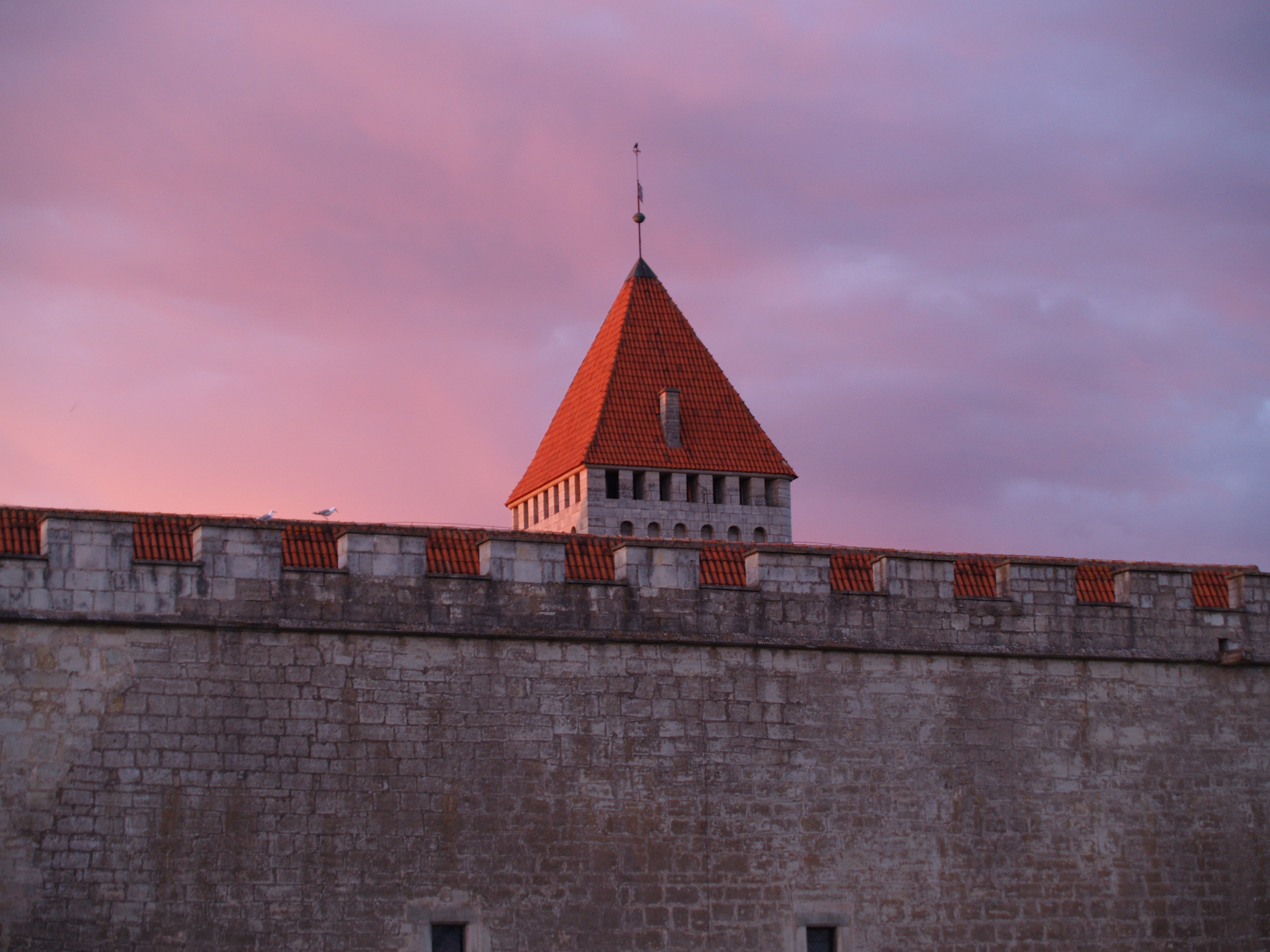
Torre de vigilancia.
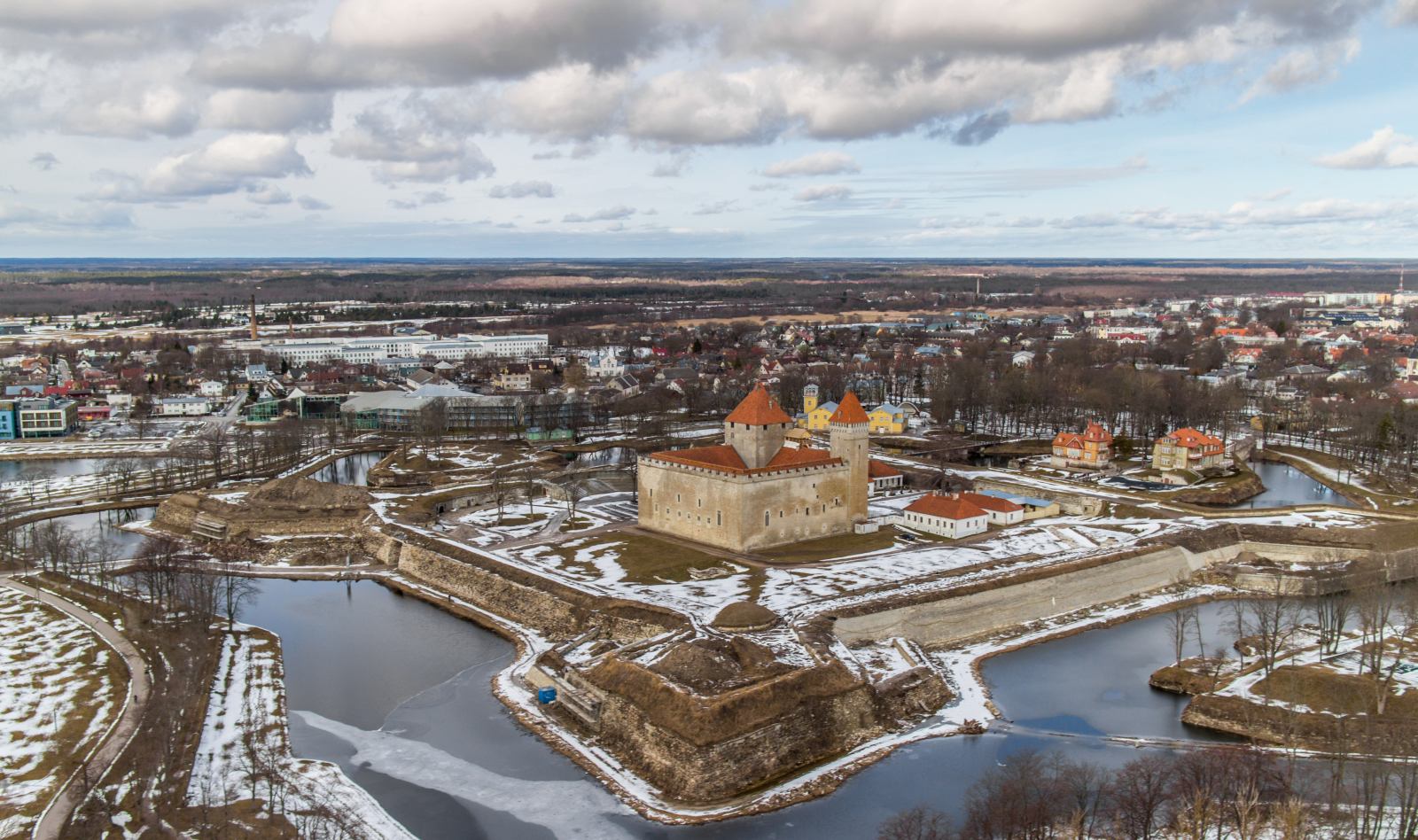
Visión general.